# Station Jelenia Góra Cieplice
Station Jelenia Góra Cieplice is een spoorwegstation in de Poolse plaats Jelenia Góra, gelegen in het stadsdeel Cieplice Śląskie-Zdrój.